# Gudrød Bjørnsson
Gudrød Bjørnsson fue un caudillo vikingo, rey de Vestfold, hijo de Bjørn Farmann y por lo tanto nieto de Harald I de Noruega, según Heimskringla, escrita en Islandia hacia el siglo XIII por el escaldo Snorri Sturluson. Gudrød fue por lo tanto abuelo del rey Olaf II de Noruega. Fue asesinado por Harald Gråfell en su afán por unificar Noruega.

## Familia
Gudrød fue el padre de Harald Grenske quien también llegó a gobernar Vestfold.